# Monte Carlo N-Particle Transport Code
MCNP (Monte Carlo N-Particle Transport Code) è un pacchetto software per la simulazione di processi nucleari, creato nei laboratori nazionali di Los Alamos nel 1957 e tuttora sviluppato. Il dipartimento Radiation Safety Information Computational Center di Oak Ridge in Tennessee si occupa della distribuzione su suolo statunitense, mentre a livello internazionale la distribuzione è affidata all'agenzia per l'energia nucleare (AEN) di Parigi, in Francia. Il software è utilizzato principalmente per la simulazione di processi nucleari, come la fissione, ma è in grado di simulare le interazioni tra particelle che coinvolgono neutroni, fotoni ed elettroni. Le possibili applicazioni includono radioprotezione, dosimetria, radiografia, fisica medica, studi sulla criticità nucleare, logging, progettazione di acceleratori, progettazione di reattori a fusione e a fissione, decontaminazione e smantellamento.
MCNPX (Monte Carlo N-Particle eXtended) è una versione estesa del software, sviluppata anch'essa nei laboratori nazionali di Los Alamos, in grado di simulare l'interazione a qualsiasi energia tra 34 diversi tipi di particelle tra nucleoni e ioni, e più di 2000 ioni pesanti, incluse le particelle simulate da MCNP.
Entrambi i codici possono essere usati per determinare se un sistema nucleare è critico e di calcolare la dose prodotta da sorgenti radioattive.
MCNP6 è l'unione tra MCNP5 e MCNPX.